# Гарденберг, Карл Август фон
Граф, затем (с 1814) князь Карл Август фон Га́рденберг (Харденберг; нем. Karl August von Hardenberg, также Carl August von Hardenberg; 31 мая 1750, замок Эссенроде, близ Лере (Нижняя Саксония) — 26 ноября 1822, Генуя) — немецкий государственный и политический деятель, министр иностранных дел и (с 1810) канцлер Пруссии. Организатор либеральных реформ.

## Биография
Родился в баронской семье Гарденбергов (к которой принадлежал в числе прочих и романтик Новалис). В 1791—1798 годы прусский управляющий (ранга министра) над маркграфствами Ансбах и Байрёйт на юге Германии. В 1804—1806 годы и в 1807 году — член кабинета, министр иностранных дел Пруссии.
После разгрома Пруссии в 1807 году в войне с наполеоновской Францией (1806—1807), в поданной на имя короля Фридриха Вильгельма III докладной записке настаивает на проведении срочных либерально-демократических реформ. В 1810 году назначается государственным канцлером Пруссии, и на этой должности остаётся до самой смерти в 1822 году. Правительство, возглавляемое Гарденбергом, продолжило и углубило реформы фон Штейна: в 1811 году ввело свободу промышленной и ремесленной деятельности, упразднило цехи, частично отменило крепостную зависимость, разрешив крестьянам выкуп феодальных повинностей. В 1812 году Гарденберг гарантировал отдельным декретом гражданское равноправие евреев в Пруссии. Принимал активное участие в работе Венского конгресса 1814—1815 годов и создании «Священного союза». В послевоенные годы правительство Гарденберга во внутренней политике делало ставку на укрепление союза с консервативными кругами прусского юнкерства, во внешней политике — на союз с монархиями Австрии и России.
В берлинском районе Шарлоттенбург имя Гарденберга носит улица Гарденберг-штрассе и площадь Гарденберг-плац.

## Награды
- Орден Бранденбургского Красного орла (12 марта 1791, Бранденбург-Ансбах и Бранденбург-Байрейт)[6]
- Орден Красного орла (12 июня 1792, королевство Пруссия)[6]
- Орден Чёрного орла (1795, королевство Пруссия)[7]
- Орден Святого Иоанна Иерусалимского (1812, королевство Пруссия)[8]
- Железный крест 1-го класса на белой ленте с черными полосками (королевство Пруссия)[9]
- Орден Святого апостола Андрея Первозванного (23 октября 1805, Российская империя)[10]
- Орден Святого Александра Невского (23 октября 1805, Российская империя)
- Орден Святой Анны 1-й степени (23 октября 1805, Российская империя)

## Семья
- Жена (с 1774 по 1788) — датчанка Кристиана Фридерика Юлиана, урожд. фон Ревентлов (1759—1793); в этом браке родились:
  - Кристиан (1775—1841), свободный господин Нойхарденберга, граф фон Гарденберг-Ревентлов (на Лолланне), датский хофегермейстер, тайный советник конференции;
  - Люция (1776—1854), с 1796 замужем за графом Карлом Теодором фон Паппенгеймом (1771—1853), баварским фельдцейхмейстером, генерал-адъютантом; с 1817 замужем за князем Германом Людвигом Генрихом фон Пюклером (1785—1871), писателем и садоводом.
- Жена (с 1788 по 1800) — София (1757—1835), урожд. фон Хасберг,
- Жена (с 1807) — Шарлотта (1772-?), урожд. Шёнекнехт.

## Образ в кино
- «Ватерлоо[нем.]» (Германия, 1929) — актёр Георг Генрих.